# Ill Bell
Ill Bell är en bergstopp i Storbritannien.   Den ligger i grevskapet Cumbria och riksdelen England, i den centrala delen av landet, 400 km nordväst om huvudstaden London. Toppen på Ill Bell är 757 meter över havet, eller 140 meter över den omgivande terrängen. Bredden vid basen är 2,5 km.
Terrängen runt Ill Bell är huvudsakligen kuperad.Runt Ill Bell är det ganska tätbefolkat, med 60 invånare per kvadratkilometer. Närmaste större samhälle är Kendal, 17,0 km sydost om Ill Bell. Trakten runt Ill Bell består i huvudsak av gräsmarker.